# Exidiopsis galzinii
Exidiopsis galzinii är en svampart som först beskrevs av Giacopo Bresàdola, och fick sitt nu gällande namn av Matthias Sebastian Killermann 1928. Exidiopsis galzinii ingår i släktet Exidiopsis och familjen Auriculariaceae.   Inga underarter finns listade i Catalogue of Life.